# Bronco: la serie
Bronco: La Serie es una serie biográfica de televisión producida por TNT, Plataforma y Comarex. La serie está basada en el grupo musical de género regional mexicano Bronco y es una adaptación del libro Cicatrices de un corazon Bronco por José Guadalupe Esparza.  La serie se estrenó el 24 de septiembre de 2019 por TNT Latinoamérica y el 3 de octubre de 2019 por los servicios de vía streaming en Claro Video. En Estados Unidos la serie se estrenó por Pantalla el 11 de marzo de 2021.

## Sinopsis
Cuatro músicos tratan de ganarse un lugar dentro de una industria desalmada. En su camino a la fama, descubrirán que perdieron las riendas de sus vidas y harán lo imposible para recuperarlas

## Reparto
- Luis Alberti como José Guadalupe "Lupe" Esparza[2]
- Yigael Yadin como José Luis "Choche" Villarreal
- Baltimore Beltrán como Javier Villarreal
- Raúl Sandoval como Ramiro Delgado[7]
- Luis Felipe Tovar como Homero Hernández
- Mayra Sérbulo como Ausencia
- Hernán Mendoza como Fermín Ordóñez
- Betty Monroe como Belén Mendoza
- Martha Claudia Moreno como Conchita
- Michael Ronda como Eduardo
- Florencia Ríos como Martha Benavidez
- Pablo Astiazarán como Eric Garza
- Javier Escobar
- Eduardo Díaz como Jacobo Benavidez

## Producción
La serie es creada por Julio Geiger, basada en el libro Cicatrices de un corazón Bronco. La serie es producida por Julio de Rose dirigida por Max Zunino, y Conrado Martínez quien también interpretó dos temas musicales en cada capítulo de la serie. Para interpretar a José Guadalupe Esparza, se seleccionó al actor Luis Alberti. El actor dijo que estaba inspirado más que nada en las canciones que el libro para saber su personalidad. Betty Monroe interpreta a Belén Mendoza, la primera asesora de relaciones públicas del grupo que en la vida real era Blanca Martinez, conocida como La Chicuela. Yigael Yadin interpreta a Choche. El actor tuvo que subir 22 kilos para  interpretarlo. El también confirmó que la serie no tocará los temas tales como el alcoholismo, las drogas y la desnudez. La serie fue filmada casi en todo México. Específicamente la Ciudad de México, Nuevo León, Hidalgo y otras partes de Estados Unidos.